# Guillermo Pintos Ledesma

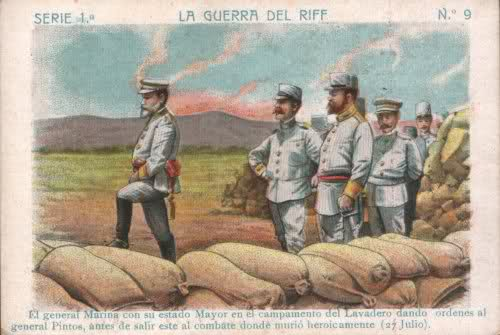
El general Marina con su Estado Mayor en el campamento del Lavadero dando órdenes al general Pintos, antes de salir éste al combate donde murió el 27 de julio.

Guillermo Pintos Ledesma (Chafarinas, 26 de enero de 1856 - Barranco del Lobo, cerca de Melilla, 27 de julio de 1909) fue un militar español que destacó durante la conocida como guerra de Melilla.

## Carrera militar
Inició sus estudios militares en la Academia de Infantería de Toledo en el año 1870. En 1873 participó en la tercera guerra carlista, en el Ejército del Norte. Por méritos en combate obtiene el ascenso a teniente. De 1877 a 1879 presta servicios en la isla de Cuba, por entonces colonia española. De 1888 a 1896 es enviado a Filipinas con el cargo de comandante del destacamento español.
También en 1896 es destinado nuevamente a Cuba, en donde participa en una serie de acciones militares: Peñalver, Jácara-Júcara, Ojo de Agua. Vuelve a España en 1897, donde por los servicios prestados es ascendido a coronel y destinado al Regimiento de Asturias. En 1905 alcanza el grado de general de brigada de Infantería. A mediados de 1909 es destinado a Melilla, al frente de la Primera Brigada Mixta. Arribó el 23 de julio de dicho año. El día 27 participó en el llamado Desastre del Barranco del Lobo, pereciendo en la contienda.
Sus restos mortales se encuentran en el Panteón de los Héroes del cementerio municipal de la Purísima Concepción de Melilla  (España).